# GNU General Public License

Logo der GPLv3

Die GNU General Public License (kurz GNU GPL oder GPL; aus dem Englischen wörtlich für allgemeine Veröffentlichungserlaubnis oder -genehmigung) ist eine Softwarelizenz, die dem Nutzer gewährt, die Software auszuführen, zu studieren, zu ändern und zu verbreiten (kopieren). Software, die diese Freiheitsrechte gewährt, wird Freie Software genannt; und wenn die Software einem Copyleft unterliegt, so müssen diese Rechte bei Weitergabe (mit oder ohne Software-Änderung, -Erweiterung, oder Softwareteile-Wiederverwendung) beibehalten werden. Bei der GPL ist beides der Fall.
Die ursprüngliche Lizenz hat Richard Stallman von der Free Software Foundation (FSF) für das GNU-Projekt geschrieben. Die FSF empfiehlt die aktuelle, dritte Version (GNU GPLv3), die im Jahr 2007 veröffentlicht wurde.

## Nutzung
Die GPL kann von jedem als Lizenz verwendet werden, um mit dieser die Freiheitsrechte der Endnutzer sicherzustellen. Sie ist die erste Copyleft-Lizenz für den allgemeinen Gebrauch. Copyleft bedeutet, dass Änderungen oder Ableitungen von GPL-lizenzierten Werken nur unter den gleichen Lizenzbedingungen (also eben GPL) vertrieben werden dürfen. Damit gewährt die GPL den Empfängern eines Computerprogramms die Freiheitsrechte Freier Software und nutzt Copyleft, um sicherzustellen, dass diese Freiheiten bei Weiterverbreitung erhalten bleiben, auch wenn die Software verändert oder erweitert wird. Freizügige Lizenzen wie die BSD-Lizenz hingegen fordern nicht das Copyleft.
Unter GPL lizenzierte Software darf für alle Zwecke ausgeführt werden (auch kommerzielle Zwecke, und GPL-lizenzierte Compiler und Editoren dürfen auch als Werkzeuge für die Erstellung von proprietärer Software genutzt werden). Bei rein privater (oder interner) Verwendung ohne Vertrieb und ohne Weitergabe darf sie modifiziert werden, ohne dass der Quellcode offengelegt werden muss (nur bei Vertrieb oder Weitergabe müssen der Quellcode und etwaige Code-Änderungen den Endnutzern zugänglich gemacht werden – dann kommt nämlich Copyleft zur Anwendung, um sicherzustellen, dass die Endnutzer-Freiheiten erhalten bleiben). Jedoch muss Software, die als Anwendungsprogramm unter einem GPL-lizenzierten Betriebssystem wie GNU/Linux läuft, nicht zwangsweise unter GPL oder quelloffen vertrieben werden. Die Lizenzierung ist dann nur von den verwendeten Bibliotheken und Software-Teilen abhängig (nicht von der unterliegenden Plattform). Wenn zum Beispiel ein Anwendungsprogramm nur eigene Software enthält, oder mit quelloffenen Software-Teilen kombiniert wird, die keinem strengen Copyleft unterliegen (also somit auch keine GPL-Teile), dann müssen die eigenentwickelten Software-Teile nicht unter GPL oder quelloffen gelegt werden (selbst wenn das eingesetzte Betriebssystem unter GPL lizenziert ist). Nur bei der Realisierung von Software, die neue (eigene) Quellcode-Teile mit GPL-Teilen verbindet (und wenn diese Software verbreitet oder vertrieben wird), muss der Quellcode den Nutzern (unter den gleichen Lizenzbedingungen: GPL) zugänglich gemacht werden. Die GNU Lesser General Public License (LGPL) wurde entwickelt, um ein schwächeres Copyleft als GPL zu haben: LGPL erfordert nicht, dass eigene entwickelte Code-Teile (die LGPL-Teile nutzen, aber von ihnen unabhängig sind: z. B. lediglich Library-Aufruf) unter den gleichen Lizenzbedingungen zur Verfügung gestellt werden müssen.
Nutzer und Firmen dürfen für den Vertrieb von GPL-lizenzierten Werken Geld verlangen (kommerzieller Vertrieb), oder sie kostenlos vertreiben. Dies unterscheidet GPL von Software-Lizenzen, die den kommerziellen Vertrieb verbieten. Die FSF erklärt, dass freiheitsrespektierende Software auch den kommerziellen und gewerblichen Nutzen und Vertrieb (inklusive Weitervertrieb) nicht einschränken darf: Die GPL besagt ausdrücklich, dass GPL-Werke (z. B. Freie Software) zu jedem Preis verkauft oder weitervertrieben werden können.

## Geschichte

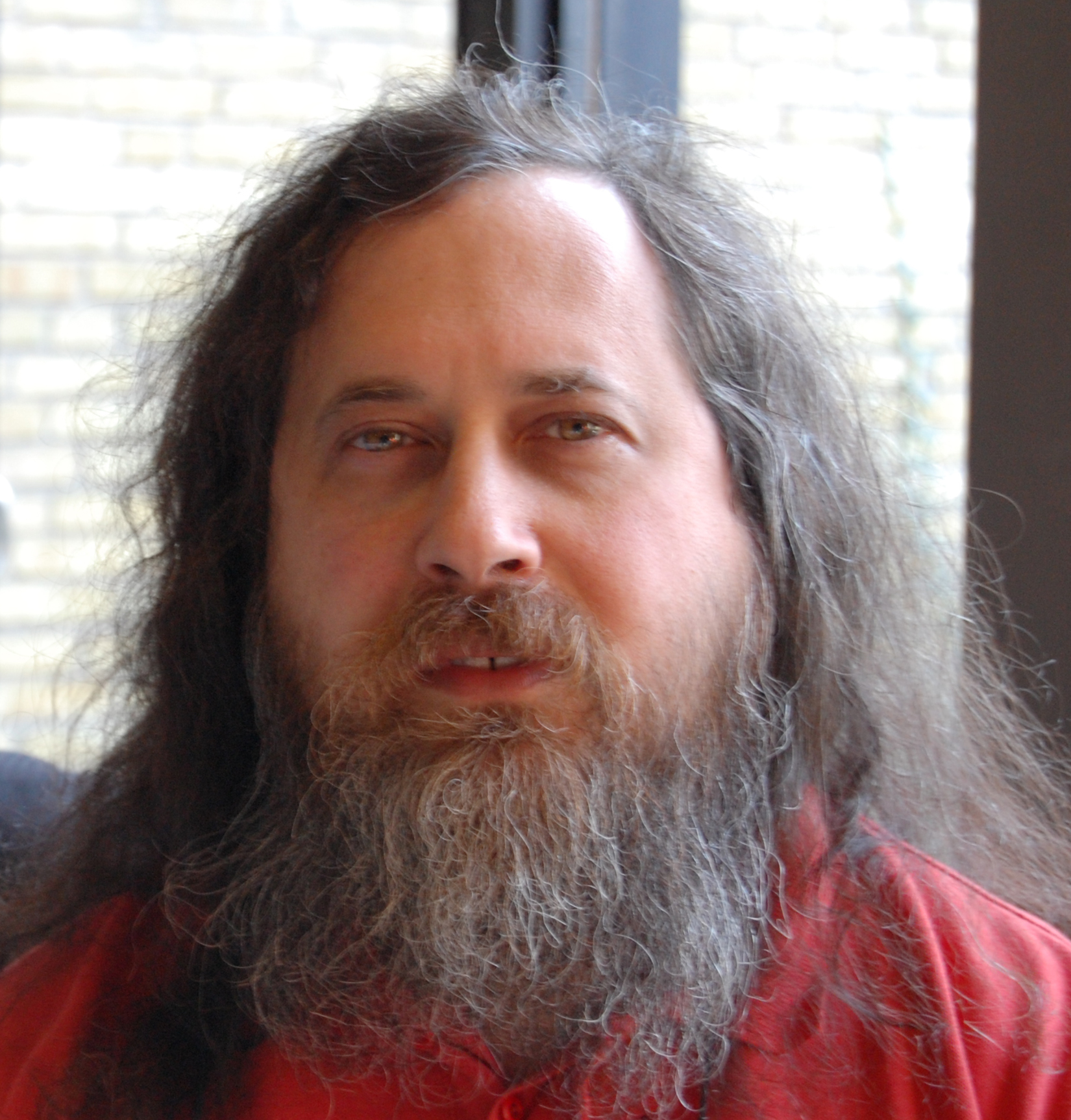
Richard Stallman (2007)

Die GNU GPL wurde im Januar 1989 von Richard Stallman, dem Gründer des GNU-Projekts, geschrieben.
Sie basierte auf einer Vereinheitlichung gleichartiger Lizenzen, die bei früheren Versionen von GNU Emacs, dem GNU Debugger und der GNU Compiler Collection Anwendung fanden. Diese Lizenzen waren auf jedes Programm speziell zugeschnitten, enthielten aber die gleichen Vorschriften wie die aktuelle GNU GPL. Das Ziel von Stallman war, eine Lizenz zu entwickeln, die man bei jedem Projekt verwenden kann. So entstand die erste Version der GNU General Public License, die im Januar 1989 veröffentlicht wurde.
Im Juni 1991 veröffentlichte die Free Software Foundation (FSF) die zweite Version der GNU GPL (GPLv2). Die wichtigste Änderung dabei war die Freiheit-oder-Tod-Klausel (Liberty or Death) in Paragraph 7. Diese besagt: Wenn es nicht möglich ist, einige Bedingungen der GNU GPL einzuhalten – beispielsweise wegen eines Gerichtsurteils –  ist es untersagt, diese Lizenz nur bestmöglich zu erfüllen. In diesem Fall ist es also überhaupt nicht mehr möglich, die Software zu verbreiten. Auch kam der Paragraph 8 hinzu: Dieser erlaubt es einem Autor, die Gültigkeit der Lizenz geographisch einzuschränken, um Länder auszuschließen, in denen die Verwertung des Werks durch Patente oder durch urheberrechtlich geschützte Schnittstellen eingeschränkt ist. Außerdem ist die zweite Version mit nicht-US-amerikanischen Rechtssystemen kompatibel, da sie sich auf die Berner Übereinkunft stützt.
Zeitgleich wurde am 2. Juni 1991 eine neue Lizenz mit dem Namen GNU Library General Public License (GNU LGPL) mit der Versionsnummer 2.0 (GNU LGPL v2.0) veröffentlicht, bei der es sich um eine von der GNU GPL abgeleitete, gelockerte Version der GNU GPL handelt. Sie wurde eingeführt, weil seit 1990 deutlich wurde, dass die GNU GPL in manchen Fällen (meist für Programmbibliotheken) zu restriktiv (einschränkend) war. Die GNU LGPLv2 (Juni 1991) wurde ursprünglich für einige bestimmte Bibliotheken entworfen. Die Lizenz verwirklicht das Modell eines schwachen Copylefts, wobei zwar darunter stehende Programmbibliotheken nicht mehr zur Folge haben, dass die sie verwendenden Programme ebenfalls unter gleichen Bedingungen lizenziert werden müssen, jedoch unterliegen Weiterentwicklungen der Bibliotheken selbst nach wie vor der GNU LGPL. Mit der im Februar 1999 erschienenen Version 2.1 wurde die Lizenz in GNU Lesser General Public License umbenannt, der neue Name war ein Vorschlag von Georg Greve.
Seit ihrer Einführung ist die GPL v2 die am weitesten verbreitete freie Variante. Die meisten Programme im GNU-Projekt sind unter der GPL und der LGPL lizenziert, darunter auch die Compilersammlung GCC, der Texteditor GNU Emacs und der Gnome Desktop. Auch viele weitere Programme von anderen Autoren, die nicht Bestandteil des GNU-Projekts sind, sind unter der GPL lizenziert. Außerdem sind alle LGPL-lizenzierten Produkte auch unter der GPL lizenziert.
Der erste Entwurf der dritten Version der GPL wurde am 16. Januar 2006 der Öffentlichkeit zur Diskussion vorgestellt. Es folgten drei weitere Entwürfe. Am 29. Juni 2007 wurde schließlich die fertige Version der GPL 3 publiziert.
Richard Stallman kündigte bei der Veröffentlichung der GPLv3 2007 an, für eine nächste GPL-Version („GPLv4“) diesmal nicht so lange zu warten, sondern eine solche innerhalb der nächsten zehn Jahre in Angriff zu nehmen; über konkrete Planung ist jedoch nichts bekannt.

### GPL Version 3
Am 29. Juni 2007, 16 Jahre nach dem Erscheinen der Version 2 im Jahre 1991, erfolgte eine Revision der Lizenz mit der Version 3. Einige der größten und wichtigsten Änderungen sind:
1. Die GPL soll eine globale Lizenz sein. Ab der Version 2 unterstützt sie zwar die Internationalisierung relativ erfolgreich, indem sie sich auf die minimalen Prinzipien der Berner Übereinkunft zum Schutz von Werken der Literatur und Kunst stützte, trotzdem war sie immer noch zu stark auf das US-amerikanische Rechtssystem ausgelegt. Daher soll nationalen rechtlichen Besonderheiten mehr Bedeutung eingeräumt werden, ohne dabei die unumstößlichen Grundprinzipien der GPL zu verletzen.
2. Für den Paragraphen 3 der GPL Version 2, der für das Verteilen, Kopieren und Modifizieren von Software zuständig war, und den Paragraphen 7, der für die Regelung von Patenten und anderen rechtlichen Beschränkungen maßgeblich war, sollten Änderungen eingeführt werden, die unterschiedliche Interessen und Standpunkte aller Lizenzteilnehmer möglichst gut vereinen.
3. Die GPL ist die Verfassung der Bewegung für freie Software. In erster Linie stehen deshalb gesellschaftspolitische Absichten im Vordergrund, erst dann technische und ökonomische. Ein absolutes Grundprinzip ist dabei der freie Austausch von Wissen, ebenso wie der freie Zugang zu technischem Wissen und Kommunikationsmitteln, nach dem Vorbild der wissenschaftlichen Freiheit. Entwicklungen wie Softwarepatente, Trusted computing und DRM, die diesen Prinzipien entgegenwirken, sollen unter dem gesellschaftspolitischen Gesichtspunkt betrachtet und so in der GPL berücksichtigt werden, wobei die angeführten Freiheiten unangetastet bleiben müssen.

Die FSF als Halter der GPL unter der Leitung von Richard Stallman koordinierte die Überarbeitung, beraten wurde sie dabei von Eben Moglen. Durch die angestrebte Universalität der GPL 3 ergaben sich zwangsläufig konkurrierende Interessenlagen. Am 16. Januar 2006 wurde ein erster vorläufiger Entwurf veröffentlicht und zur Diskussion gestellt, um ein möglichst optimales Ergebnis für die zukünftige Publikation zu erreichen.
Die GPLv3 wurde seit der Veröffentlichung des ersten Entwurfs kontrovers diskutiert. Kontrovers diskutiert wurde u. a. in der Entwurfsphase der Aspekt der Tivoisierung, der in der vorherigen Version v2 nicht bedacht worden war. Der FSF-Vorschlag soll Tivoisierung zukünftig verhindern, der Linuxkernelinitiator Linus Torvalds kritisierte jedoch dieses Vorgehen und vertrat den Standpunkt, dass Tivoisierung erlaubt bleiben solle. Torvalds kritisierte insbesondere die ersten zwei Entwürfe äußerst scharf und sieht weiterhin keinen Grund, den Linux-Kernel unter diese Version der Lizenz zu stellen. Starke Kritik gab es auch von Seiten der Firmen Linspire, Novell, MySQL und anderen. Einige Firmen – insbesondere MySQL – änderten daraufhin die Lizenzformulierung ihrer Produkte von „GPLv2 or later“ zu „GPLv2 only“. Neben dem Linux-Kernel entschieden sich einige weitere FOSS-Projekte, nicht auf die GPLv3 zu wechseln: BusyBox, AdvFS, Blender, und der VLC media player.
Ein weiterer Diskussionsaspekt war, ob die GPLv3 Affero-artige Anforderungen erlauben sollte, was die sogenannte ASP-Lücke in der GPL (englisch ASP loophole in the GPL) geschlossen hätte. Nachdem jedoch einige Bedenken wegen des zusätzlichen administrativen Aufwandes geäußert worden waren, wurde entschieden, die Affero-Lizenz als eigenständige Lizenz von der GPL getrennt zu behalten.
Auch gab es Kontroversen über die Mischbarkeit von GPLv2-Software mit GPLv3-Software, die nur unter der optionalen Klausel or later der GPL möglich ist. Die wurde jedoch von einigen Entwicklern als reine Notfalloption (englisch safeboat clause) betrachtet, nicht jedoch als reguläre Möglichkeit die Lizenz signifikant zu ändern. Auch sind die vorhandenen Projekte, die ihre Software ohne die optionale  Klausel lizenziert haben, am bekanntesten der Linux-Kernel, dadurch inkompatibel mit GPLv3-Software und können keinen Quelltext mit dieser austauschen. Ein Beispiel ist die Bibliothek GNU LibreDWG, die nun nicht mehr von LibreCAD und FreeCAD verwendet werden kann.
Nach drei weiteren Entwürfen wurde die endgültige Fassung am 29. Juni 2007 publiziert. Als Nebeneffekt der Überarbeitung sind mehrere zusätzliche Lizenzen GPL-kompatibel geworden.
Die signifikant erweiterte GPLv3 wird als essentiell inkompatibel zur GPLv2 bewertet, Kompatibilität zwischen beiden Lizenzen ist nur über die optionale Klausel this version or later gegeben, die jedoch von einigen Projekten nicht verwendet wird, beispielsweise dem Linux-Kernel. 2011, vier Jahre nach der Veröffentlichung von GPLv3, sind laut den Daten von Black Duck Software nur 6,5 % aller Open-Source-Projekte unter GPLv3, während 42,5 % der GPLv2 unterliegen. 2013, sechs Jahre nach der Veröffentlichung der GPLv3, ist laut Black Duck die GPLv2 weiterhin die mit Abstand häufigst verwendete Lizenz. Andere Autoren machten 2011 im Zusammenhang mit dieser Spaltung eine vermehrte Bewegung in Richtung von freizügigen Lizenzen aus, weg von Copyleft-Lizenzen.
Einige Journalisten und Entwickler schließen aus der geringen Migration der Projekte von der alten GPLv2 auf die neuere GPLv3, dass eine Spaltung der Gemeinschaft entlang der Grenzen der beiden Lizenzversionen entstehe.

## Copyleft-Prinzip
Alle abgeleiteten Programme eines unter der GPL stehenden Werkes dürfen von Lizenznehmern nur dann verbreitet werden, wenn sie von diesen ebenfalls zu den Bedingungen der GPL lizenziert werden. Dies betrifft nur Lizenznehmer, nicht die Inhaber der Rechte. (Der Halter des Copyrights – das ist der Autor oder jemand, dem der Autor seine Rechte abgetreten hat – kann das Werk auch unter beliebigen anderen Lizenzen weitergeben.) Dieses Schutzverfahren benannte Richard Stallman „Copyleft“ – als Anspielung auf das Wort Copyright. Ziel ist, die Freiheit eines Programmes auch in der Weiterentwicklung von anderen sicherzustellen.
Dieses Prinzip findet sich auch in anderen Lizenzen – unter anderem in den GNU-Lizenzen (LGPL, AGPL und GFDL) sowie als „Share Alike“ bezeichnet in einigen der Creative-Commons-Lizenzen.

## Kompatibilität von Lizenzen mit der GNU GPL
Da die GPL bestimmte Freiheiten gewährleistet und verlangt, dass selbige Freiheiten für die Software-Empfänger aufrechterhalten werden (auch bei anschließender Weitergabe an weitere Empfänger, oder bei Code-Änderung oder Codeteile-Wiederverwendung: Copyleft), kann man GPL-lizenzierte Software-Teile nicht mit Software-Teilen kombinieren, deren Lizenzen verlangen, dass Empfänger auf gewisse Freiheiten verzichten müssen, oder verlangen, dass weiteren Empfängern Freiheiten wieder entzogen werden müssen. Solche Lizenzen sind mit der GNU GPL inkompatibel.
Das GNU-Projekt verwaltet eine Liste von Lizenzen, die mit der GNU GPL kompatibel sind. Darunter gibt es auch bestimmte freizügige Freie Lizenzen (aber nicht alle), die mit der GNU GPL kompatibel sind. Freizügige Lizenzen erlauben zwar für sich genommen, dass Entwickler und Distributoren wahlweise den Empfängern bei Weitergabe bestimmte Freiheiten entziehen könnten (daher „freizügig“); jedenfalls ist solch ein Entziehen aber nicht zwingend erforderlich: Bei einer Kombination mit GPL-lizenzierten Software-Code-Teilen ist solch ein Entziehen nicht erlaubt, wenn es die durch die GPL-gewährten Freiheiten einschränken würde: GPL-lizenzierte Software-Code-Teile dürfen nur verändert, erweitert oder mit anderen Software-Teilen zusammengefügt werden, wenn das kombinierte Resultat nach wie vor, allen Empfängern die Freiheiten der GPL gewährt (das Copyleft der GPL muss erhalten bleiben).
Die FSF hält Copyleft bei Programmbibliotheken zwar ebenfalls für prinzipiell gerechtfertigt, erteilt jedoch für Programme, für die sie die Rechte besitzt, manchmal aus strategischen Gründen Ausnahmen, beispielsweise um die Akzeptanz einer Bibliothek zu erhöhen. In diesen Fällen wird die Lesser General Public License (LGPL) von der FSF empfohlen, die explizit diese Nutzung erlaubt, ohne Copyleft-Forderungen an das aufrufende Programm zu stellen.

## Anwendung auf ein neues Programm
Die GPL enthält einen Anhang, der beschreibt, wie man die Lizenz auf ein neues Programm anwenden kann. Der Anhang enthält eine Standardvorlage, in die noch der Name des Programms, eine kurze Beschreibung dessen, was es tut, das Jahr der Erstellung und der Name des Autors einzufügen ist. Die Vorlage enthält einen Haftungshinweis, der warnt, dass das Programm ohne jegliche Garantie kommt. Sie lizenziert das Programm unter der jeweiligen GPL-Version, mit dem Zusatz „or (at your option) any later version“, der das Programm auch für die Bedingungen zukünftig herausgegebener Fassungen der GPL öffnet. Damit steht das Programm automatisch auch unter einer neuen GPL-Version, sobald die Free Software Foundation eine solche herausgibt. Dadurch werden der Lizenzwechsel auf eine neue Version der GPL ermöglicht und Kompatibilitätsprobleme zwischen unterschiedlichen Versionen vermieden. Einige Projekte verwenden die Vorlage auch für die GPL-Version 2 ohne den Zusatz, da sie mit der GPLv3 nicht einverstanden sind. Die Vorlage enthält noch einen Hinweis, wo man eine Kopie der GPL finden kann, wenn dem Programm keine Kopie beiliegt.
Eine zentrale Registrierungsstelle für GPL-lizenzierte Programme existiert nicht, die FSF betreibt aber zusammen mit der UNESCO ein Verzeichnis ohne Anspruch auf Vollständigkeit.

### Variante der GPL: „GPL linking exception“
In diesem Zusammenhang existiert eine Variante der GPL, die „GPL linking exception“, bei der es erlaubt ist, unter dieser Lizenz stehende Komponenten shared oder static in den eigenen Programmcode einzubinden, ohne dass das entstehende Produkt auch unter der GPL stehen muss. Ein anderer Name für diese Erweiterung ist „GPL with classpath exception“. Unter dieser Lizenzvariante werden z. B. OpenJDK und AdoptOpenJDK vertrieben.

## Rechtslage

### Deutschland
Mit einer von 2000 bis 2002 erarbeiteten Modernisierung des deutschen Urheberrechts sollte gesetzlich verankert werden, dass ein Urheber auf eine angemessene Vergütung in keinem Fall verzichten kann. Theoretisch hätte das für Händler, die freie Software verkaufen, eine Rechtsunsicherheit zur Folge gehabt, da Programmierer möglicherweise nachträglich einen Anteil des Erlöses hätten verlangen können, was Möglichkeiten des Missbrauchs eröffnet hätte. Mit der Ergänzung des Gesetzentwurfs um die sogenannte Linux-Klausel wurde die GPL (und ähnliche Lizenzen, die „unentgeltlich ein einfaches Nutzungsrecht für jedermann einräumen“, vgl. § 32 Abs. 3 Satz 3 UrhG) jedoch auf eine sichere rechtliche Basis gestellt.
Das Landgericht München I bestätigte in einer schriftlichen Urteilsbegründung vom 19. Mai 2004 (Az. 21 O 6123/04) eine einstweilige Verfügung, mit der einer Firma untersagt worden war, Netfilter ohne Einhaltung der GPL weiterzuverbreiten. Dies war das erste Mal, dass die GPL eine signifikante Rolle in einem deutschen Gerichtsverfahren spielte. Das Gericht bewertete die Tätigkeiten des Beklagten als Missachtung einiger Bedingungen der GPL und somit als Urheberrechtsverletzung. Dies entsprach genau den Prognosen, die Eben Moglen von der FSF für solche Fälle zuvor gemacht hatte. Grundlage der Entscheidung war die deutsche Übersetzung der GPL, die vom Gericht ansatzweise auf die Gültigkeit als AGB geprüft wurde. Bei manchen Klauseln waren komplizierte rechtliche Konstruktionen bzw. Auslegungen nötig, um die Zulässigkeit nach deutschem Recht zu erreichen. Die gegnerische Partei hatte die Zulässigkeit der Bedingungen der GPL nicht angegriffen, sondern nur bestritten, überhaupt der richtige Beklagte zu sein.
Am 6. September 2006 war die GPL am Landgericht Frankfurt am Main erfolgreich Bestandteil eines Verfahrens gegen D-Link (Az.: 2-6 O 224/06).
Am 4. Oktober 2006 wurde die Gültigkeit der GPL in einem weiteren Urteil bestätigt. Ein Bevollmächtigter der Programmierer von drei GPL-lizenzierten Hilfsprogrammen zum Start eines Betriebssystemkerns zog nach einer Abmahnung gegen ein Unternehmen vor Gericht, das die Programme in seiner Firmware verwendet hatte, ohne ihren Quellcode offengelegt und die GPL beigelegt zu haben. Die Ansprüche in der Unterlassungsaufforderung wurden teilweise nicht erfüllt, weswegen das Gericht entschied, dass das Unternehmen das Urheberrecht des Klägers verletzt habe und somit Herkunft und die Abnehmer der Firmware nennen sowie die Gerichts- und Abmahnungskosten und die Kosten für den Aufwand zur Feststellung der Rechtsverletzung tragen müsse. Die Beklagten hatten dabei versucht, sich mit einer ganzen Bandbreite von üblichen Argumenten zu wehren, einschließlich Ungültigkeit der GPL wegen Wettbewerbswidrigkeit, Beweisverwertungsverbot wegen Urheberrechtsverletzung bei der Feststellung des Verstoßes (d. h. unerlaubte Dekompilierung der Firmware – der Kläger hatte jedoch nur den Bootvorgang beobachtet), Erschöpfungsgrundsatz und fehlendes Recht zur Klage, da im Rahmen der Open-Source-Entwicklung lediglich von einer Miturheberschaft ausgegangen werden könne und für die Klage die Zustimmung der anderen Urheber nötig sei. Das Gericht lehnte alle diese Argumente jedoch ab.

### USA
Am 21. März 2006 scheiterte der US-Amerikaner Daniel Wallace mit einer Klage am Bezirksgericht im US-Bundesstaat Indiana gegen die FSF. Er hatte den Standpunkt vertreten, dass die GPL unwirksam sei. Sie erzwinge durch die Verfügbarkeit kostenloser Softwarekopien eine Preisabsprache zwischen den verschiedenen Anbietern, was einen Verstoß gegen den Sherman Antitrust Act darstelle. Der Richter John Daniel Tinder folgte dieser Auffassung nicht und bemerkte, dass eine Kartellrechtsverletzung schwerlich festgestellt werden könne, wenn die Interessen des Klägers von denen der Konsumenten divergieren. Klagen gegen Red Hat, Novell und IBM wurden ebenfalls abgewiesen.

### Sonstiges zur Rechtslage
Um die Rechte von GPL-Autoren zu schützen und gegen Verstöße vorgehen zu können, gründete Harald Welte im Jahr 2004 das Projekt gpl-violations.org. Gpl-violations.org ist bereits mehrmals im Auftrag von Programmierern erfolgreich vor Gericht gezogen. In etlichen weiteren Fällen konnte eine außergerichtliche Einigung erzielt werden.

## Copyright
Das Copyright des Lizenztextes selbst liegt bei der Free Software Foundation (FSF). Diese erlaubt im Kopf der Lizenz das Kopieren und Verbreiten der Lizenz, verbietet jedoch die Modifikation des Lizenztextes. Damit wird sichergestellt, dass Rechte und Pflichten, die durch die GPL garantiert werden, nicht geändert werden können, indem der Lizenztext geändert wird. Auch wird dadurch verhindert, dass unterschiedliche inkompatible Versionen der GPL entstehen. Die FSF erlaubt die Schaffung neuer Lizenzen auf Basis der GPL, solange diese einen eigenen neuen Namen haben, die Präambel der GPL nicht enthalten und sich nicht auf das GNU-Projekt beziehen. Dies geschah ursprünglich beispielsweise bei der GNU Affero General Public License, bevor diese von der FSF übernommen wurde.
Die GPL bestreitet die Copyright-Gesetze des betroffenen Staates nicht, sondern akzeptiert diese und nutzt sie, um die beschriebenen Rechte und Pflichten durchzusetzen. Ein unter GPL lizenziertes Werk steht nicht in der Public Domain. Der Autor behält – falls nicht ausdrücklich anders festgelegt – das Urheberrecht am Werk und kann im Fall der Nichteinhaltung der Lizenzbedingungen dagegen gerichtlich vorgehen.

## Verbreitungsgeschichte
Auf dem Open-Source-Hoster SourceForge waren im Juli 2006 etwa 70 % der Software unter der GPL lizenziert, im Mai 2016 nur noch etwa 59 % (87.692 Projekte mit GPLv2-Lizenz, 14.880 Projekte mit GPLv3-Lizenz, insgesamt 175.081 Projekte).
Im Jahr 2008 standen von den 3489 Projekten auf der Entwicklerplattform von BerliOS 67 % (2334 Projekte) unter der GPL. Die Entwicklerplattform wurde 2014 stillgelegt.
Das von Black Duck Software verwaltete Open Source Resource Center gab 2012 die Verbreitung der GPLv2 unter Open-Source-Projekten mit 32,65 % und die der GPLv3 mit 11,62 % an. Nach einer undatierten Liste der meistgenutzten Open-Source-Lizenzen liegen aktuellere Werte nur noch bei 20 % für die GPLv2 und bei 8 % für die GPLv3.
Die Firma Palamida betreibt eine „GPL3-Watchlist“, laut derer von den 10.086 registrierten Projekten etwa 2946 unter der GPLv3 registriert sind, jedoch ist die Auswahl der Projekte nicht repräsentativ. Die Zahlen des Open Source License Resource Center lassen eher darauf schließen, dass im Juli 2008 etwa drei bis vier Prozent der GPL-Projekte die dritte Version verwendeten. Nicht berücksichtigt ist dabei, dass der Standardtext der Free Software Foundation für die Freigabe eines Programms unter der GPL vorsieht, dass die Nutzung auch unter jeder späteren Version der GPL erlaubt ist. Damit sind unter der GPL 2 lizenzierte Programme, die den Standardtext verwenden, auch unter der GPLv3 und zukünftigen Versionen nutzbar.
Für 2015 meldet GitHub, dass nur rund 20 % der dort registrierten Projekte eine Lizenzangabe enthalten. Von diesen wiederum nutzen knapp 13 % die GPLv2, fast 9 % die GPLv3 und gut 1 % die AGPLv3.

## Kritik
Kritik an der GPL besteht hauptsächlich aus Kritik am starken Copyleft und Kritik am Prinzip der freien Software. Zum Beispiel bezeichnete Microsofts ehemaliger CEO Steve Ballmer 2001 Linux wegen der Auswirkungen der GPL als Krebsgeschwür.
2001 beschrieb Craig Mundie, Microsoft Senior Vice President, die GPL öffentlich als viral. Stephen Davidson von der Weltorganisation für geistiges Eigentum verwendete in einem Leitfaden über das Open-Source-Modell (in dem er allgemein eher zurückhaltende Schlüsse zieht) die Bezeichnung viral für die Copyleft-Eigenschaften der GPL. Später kritisierten andere die viralen Eigenschaften der GPL ebenfalls.
Auch von Befürwortern freier Software wird die GPL für die begrenzte Kompatibilität mit anderen Lizenzen (und zwischen den GPL-Varianten) sowie ihren komplexen Lizenztext kritisiert.